# El Día Gráfico
El Día Gráfico fue un diario español de carácter matutino y de tendencia republicana que se publicó en la ciudad de Barcelona entre 1913 y 1939. Era propiedad del político y empresario Juan Pich y Pon.
El nombre del diario se debía a que ofrecía un espacio preferente para la información fotográfica. En sus años iniciales, incluía un subtítulo destacado en el que se definía literalmente como el “único diario de la mañana ilustrado por el perfecto procedimiento del huecograbado”. Consideraba la información gráfica como una contribución destacada a la difusión de la información, algo que además de leer, había que ver.

## Historia
El Día Gráfico fue fundado en 1913 por el industrial Juan Pich y Pon, un republicano radical que llegó a ser alcalde de Barcelona entre enero y octubre de 1935, junto al escritor Manuel Marinello Samuntà y al periodista Santiago Vinardell Palau. Para su formato se inspiraron en el Daily Mirror inglés. Su primer número apareció el 12 de octubre de 1913. Era editado por la empresa Publicaciones Gráficas. Inicialmente, su imprenta y talleres se encontraban situados en la calle Boquería, números 37, 39 y 41, trasladándose posteriormente a la calle Muntaner, número 49. Además de El Día Gráfico, la empresa editora también publicaba el diario vespertino La Noche, fundado en 1924. 
A lo largo de su existencia El Día Gráfico se mantuvo cercano al Partido Radical de Alejandro Lerroux, partido al que estaba afiliado el propio Juan Pich y Pon. Durante la Primera Guerra Mundial el diario mantuvo una línea editorial germanófila. Años después, en el periodo de la Segunda República, el diario mantendría posiciones cercanas a partidos republicanos de izquierda. Se acabaría consolidando como uno de los principales periódicos de Barcelona.
Durante la Guerra Civil, la progresiva restricción de papel afectó al diario, pasando a editar un menor número de páginas y fotografías, adoptando un formato más pequeño y un diseño de cabecera más funcional. En ese periodo, El Día Gráfico se convirtió en un excelente portavoz del bando republicano. Los reporteros gráficos del diario comenzaron a practicar una nueva fórmula de reportero independiente, accediendo a lugares donde antes no habían conseguido llegar. Entre estos, destacó el fotógrafo Agustí Centelles, que realizó espléndidas fotografías del frente catalán durante la Guerra Civil.
Tras la conquista de Barcelona por el Ejército franquista, el 27 de enero de 1939 apareció un número especial de El Día Gráfico, tras el cual el diario no obtuvo permiso para volverse a editar, lo que significó su desaparición. Los propietarios terminarían vendiendo la maquinaria de imprenta al Diario de Barcelona.

## Contenido
El diario destacaba especialmente debido a que incluía fotografías en sus páginas centrales, haciéndolo siete años antes que el periódico ABC de Madrid, en unos tiempos en que los periódicos publicados tenían escasos reportajes gráficos en sus interiores, o bien estos se limitaban a su portada.
Su estructura se diferenciaba de la de otros periódicos en cuanto al orden de las secciones. En sus primeras páginas se ofrecía la información local, posteriormente los deportes y espectáculos, para pasar a la información regional, nacional y finalmente la internacional. En sus páginas centrales se encontraba la información gráfica y se incluían cuentos semanales. Las dos últimas páginas del diario quedaban reservadas para la publicidad.
Su cabecera era muy clásica y elegante. Durante algunos años dicha cabecera incorporaba una imagen de la ciudad de Barcelona, así como imágenes de pueblos y ciudades de toda España.